# Кравцов Павло Андрійович
Павло Андрійович Кравцов (19 січня 2000 , Україна ) — український футболіст, воротар ФСК «Маріуполь».

## Кар'єра
Вихованець академії донецького «Шахтаря», з якої 2015 року потрапив до маріупольського ДЮСШ СК «Азовсталь».
З серпня 2017 року виступав за юнацькі та молодіжні команди ФК «Маріуполь», а у липні 2019 року він був підвищений до основної команди.
Кравцов дебютував в Українській прем'єр-лізі за ФК «Маріуполь», вийшовши в основі 9 травня 2021 року в домашньому матчі проти «Десни» (4:1).